# Gaviotas Sur (El Chiflón)
Gaviotas Sur (El Chiflón) es una localidad del municipio de Centro ubicado en la subregión centro del estado mexicano de Tabasco.

## Geografía
La localidad de Gaviotas Sur (El Chiflón) se sitúa en las coordenadas geográficas 17°56′35″N 92°52′33″O / 17.943056, -92.875833, a una elevación de 1 metro sobre el nivel del mar.

## Demografía
Según el Censo de Población y Vivienda 2020, efectuado por el Instituto Nacional de Estadística y Geografía, la localidad de Gaviotas Sur (El Chiflón) tiene 5 habitantes, de los cuales 2 son del sexo masculino y 3 del sexo femenino.
| Gráfica de evolución demográfica de Gaviotas Sur (El Chiflón) entre 1970 y 2020 |
|                                                                                 |
| INEGI.                                                                          |